# Huahszi falu
Huahszi falu (egyszerűsített kínai: 华西新市村; tradicionális kínai: 華西新市村; pinjin: Huáxī xīnshì cūn), vagy ismert még az „első számú falu az ég alatt” név alapján is egy önmagát szocialista mintafaluként meghatározó település Kínában.

## Elhelyezkedése
Csiangszu tartományban helyezkedik el, azon belül pedig Jiangyin megyei jogú városától keletre.

## A faluról
A mai falu területének környéke alapítása előtt szegény, vidéki, alapvetően mezőgazdaságban foglalkoztatott lakossága otthona volt. A nagy ugrás alatt a vezetők azonban úgy döntöttek, hogy szocialista mintafalut építenek a helyszínen. 1961-es alapítása óta bizonyos nézőpontok szerint kommunista utópiává, míg mások szerint kommunista disztópiává vált a falu.
A helyszínen egy több szektorban is tevékenykedő iparvállalatot hoztak létre, melynek részvényeséivé tették az eredeti lakosokat is. A vállalatot ma nem mellesleg tőzsdén jegyzik. A részvényesi joggal rendelkező régi lakosok háztartásának éves átlagos bevétele meghaladja a 100 ezer eurót (több, mint 30 millió forintot) évente, mely kínai viszonylatban kifejezetten magasnak számít. Mindemellett pedig alanyi jogon jogosultak még saját házra, autóra, illetve biztosított az ingyenes oktatás és egészségügyi ellátás is. Lényeges viszont, hogy a falu újonnan beköltözött lakói már nem rendelkeznek ugyanezen kiváltságokkal, mint a falu eredeti lakói.

## Fordítás
- Ez a szócikk részben vagy egészben  a   Huaxi Village című angol Wikipédia-szócikk fordításán alapul.  Az eredeti cikk szerkesztőit annak laptörténete sorolja fel. Ez a jelzés csupán a megfogalmazás eredetét és a szerzői jogokat jelzi, nem szolgál a cikkben szereplő információk forrásmegjelöléseként.